# 352
Năm 352 là một năm trong lịch Julius. 